# Pedro de las Cuevas
Pedro de las Cuevas (Madrid, finales del siglo XVI-Madrid, 28 de julio de 1644) fue un pintor español, integrante de la llamada escuela madrileña y acreditado maestro de pintores, del que no se conserva obra conocida.

## Biografía
Aunque no se ha podido identificar ninguna obra suya, su relevancia dentro de la historia de la pintura española es notable, pues fue maestro de las principales figuras de la siguiente generación, que dieron a la escuela madrileña una preeminencia dentro del panorama artístico del Siglo de Oro.
Entre sus alumnos figuraron artistas como Juan Carreño de Miranda, Jusepe Leonardo, Antonio Arias Fernández, Antonio de Pereda, Francisco de Burgos Mantilla, Juan Montero de Rojas, Simón León Leal, Juan de Ricalde, su propio hijo Eugenio de las Cuevas y Francisco Camilo, que se convirtió en su hijastro al contraer matrimonio en segundas nupcias con su madre viuda.
Trabajó como pintor en la Real Cárcel de la Corte, en Madrid. Está documentada la ejecución de grandes lienzos como la Crucifixión de San Pedro, Cristo atado a la columna o la Coronación de Espinas (1643, destruidos). Según Palomino era un artista de muy notable calidad, y parece que su estilo no debería andar demasiado distante del de pintores como Vicente Carducho o Eugenio Cajés, con quienes mantuvo frecuente relación.